# A-001
A-001 è stata una missione della NASA del programma Apollo per testare per la seconda volta il sistema di aborto del Programma Apollo.

## Scopi del lancio
La missione-001 è stata la seconda della serie di test condotti per dimostrare che il sistema di emergenza poteva tranquillamente rimuovere il modulo di comando in condizioni critiche di aborto della missione. A differenza del Pad Abort Test-1, in cui è stato acceso il sistema di emergenza a livello del terreno, in questa missione è stata dimostrata la capacità del sistema di fuga nella funzione di spinta del modulo di comando a distanza di sicurezza dal veicolo di lancio.
Il veicolo lanciato è stato il secondo della serie dei razzi Little Joe II, i quali sono stati sviluppati per eseguire i primi test sul sistema di emergenza durante le fasi di lancio (Launch Escape System). Il razzo Little Joe II era spinto da sette motori a propellente solido